# Ma Sing-žuej
Ma Sing-žuej (čínsky pchin-jinem Mă Xīngruì, znaky zjednodušené 马兴瑞; * 6. října 1959) je čínský politik a aerokosmický inženýr, od prosince 2021 do července 2025 tajemník výboru Komunistické strany Číny v Ujgurské autonomní oblasti Sin-ťiang. Předtím byl guvernér provincie Kuang-tung, stranický tajemník města Šen-čen, náměstek ministra průmyslu a informatizace a ředitel Čínské národní vesmírné agentury, Národní agentury pro atomovou energii a Státní správy pro vědu, techniku a průmysl pro národní obranu. Stál také v čele programu Čchang-e 3, první čínské lunární expedice.
Byl členem 18. a v současnosti je členem 19. ústředního výboru Komunistické strany Číny.

## Životopis
Ma Sing-žuej se narodil 6. října 1959. Pochází z okresu Jün-čcheng v prefektuře Che-ce na západě provincie Šan-tung. V roce 1982 absolvoval bakalářské studium inženýrské mechaniky na Liaoningské technické univerzitě (tehdy Fusinská vysoká škola báňská). V letech 1982–1985 vystudoval magisterský program na Tchienťinské univerzitě. Poté roku 1988 absolvoval doktorské studium mechaniky na Charbinské polytechnické univerzitě, kde následně pracoval. Postupně působil jako asistent, odborný asistent, docent, proděkan, děkan a prorektor. V roce 1988 se stal členem Komunistické strany Číny.
Od roku 1999 byl zástupce generálního ředitele a poté v letech 2007–2013 generální ředitel Čínské společnosti pro aerokosmický výzkum a technologie (CASC). V té době se podílel na čínském programu výzkumu Měsíce a vedl program lunární sondy Čchang-e 3.
Na XVIII. sjezdu Komunistické strany Číny v roce 2012 byl zvolen členem 18. ústředního výboru. V březnu 2013 byl jmenován náměstkem ministra průmyslu a informatizace. Zároveň také zastával post ředitele Čínské národní vesmírné agentury, ředitele Národní agentury pro atomovou energii a ředitele Státní správy pro vědu, techniku a průmysl pro národní obranu (SASTIND).
V listopadu 2013 se stal členem a zástupcem tajemníka výboru Komunistické strany Číny provincie Kuang-tung.
26. března 2015 byl jmenován tajemníkem stranického výboru města Šen-čen, de facto lídrem prudce se rozvíjejícího technologického centra jižní Číny. Ve funkci setrval do 31. prosince 2016, kdy jej nahradil Sü Čchin, tehdejší starosta Šen-čenu a dosavadní zástupce stranického tajemníka.
30. prosince 2016 se stal úřadujícím guvernérem provincie Kuang-tung, následně byl 23. ledna 2017 kuangtungským zákonodárným sborem formálně zvolen řádným guvernérem. Na XIX. sjezdu Komunistické strany Číny v roce 2017 byl zvolen členem 19. ústředního výboru. 25. prosince 2021 byl jmenován tajemníkem výboru Komunistické strany Číny v Ujgurské autonomní oblasti Sin-ťiang na západě Číny, kde vystřídal Čchen Čchüan-kuoa. Následně jej 27. prosince 2021 na postu guvernéra Kuang-tungu nahradil Wang Wej-čung.
K 1. červenci 2025 byl Ma Sing-žuej odvolán ze stranických funkcí v Sin-ťiangu; jeho místo v čele sinťiangských komunistů převzal Čchen Siao-ťiang, dosud výkonný zástupce vedoucího oddělení jednotné fronty ústředního výboru KS Číny.